# Leopold von Sturmberg

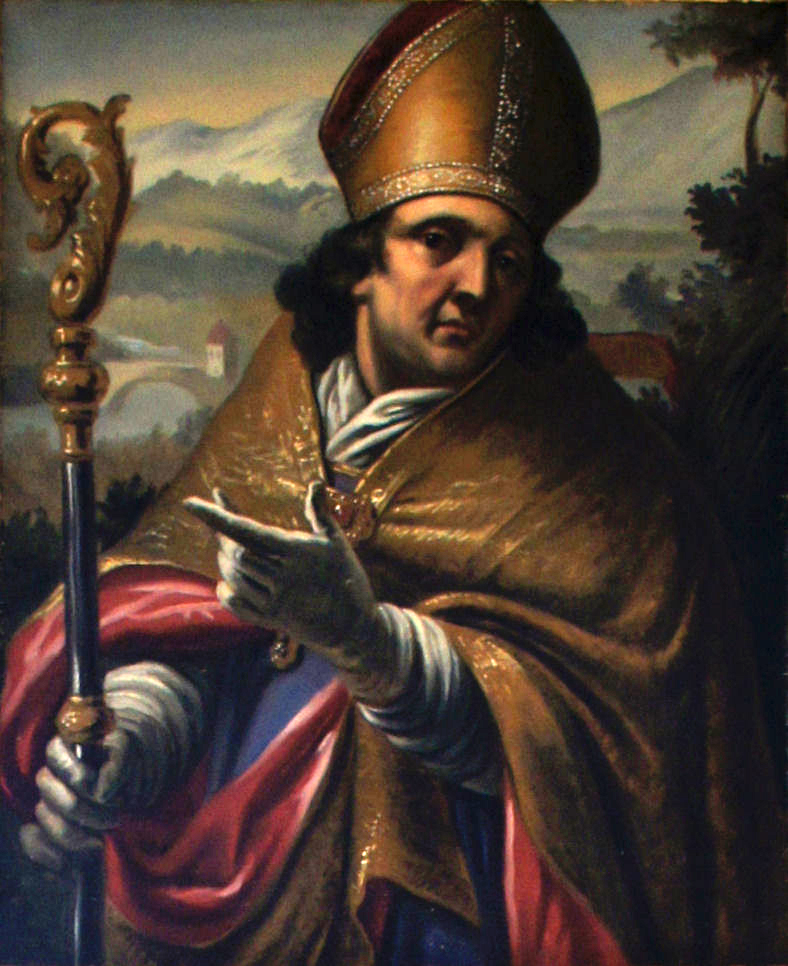
Leopold von Sturmberg auf einem Gemälde im Fürstengang Freising

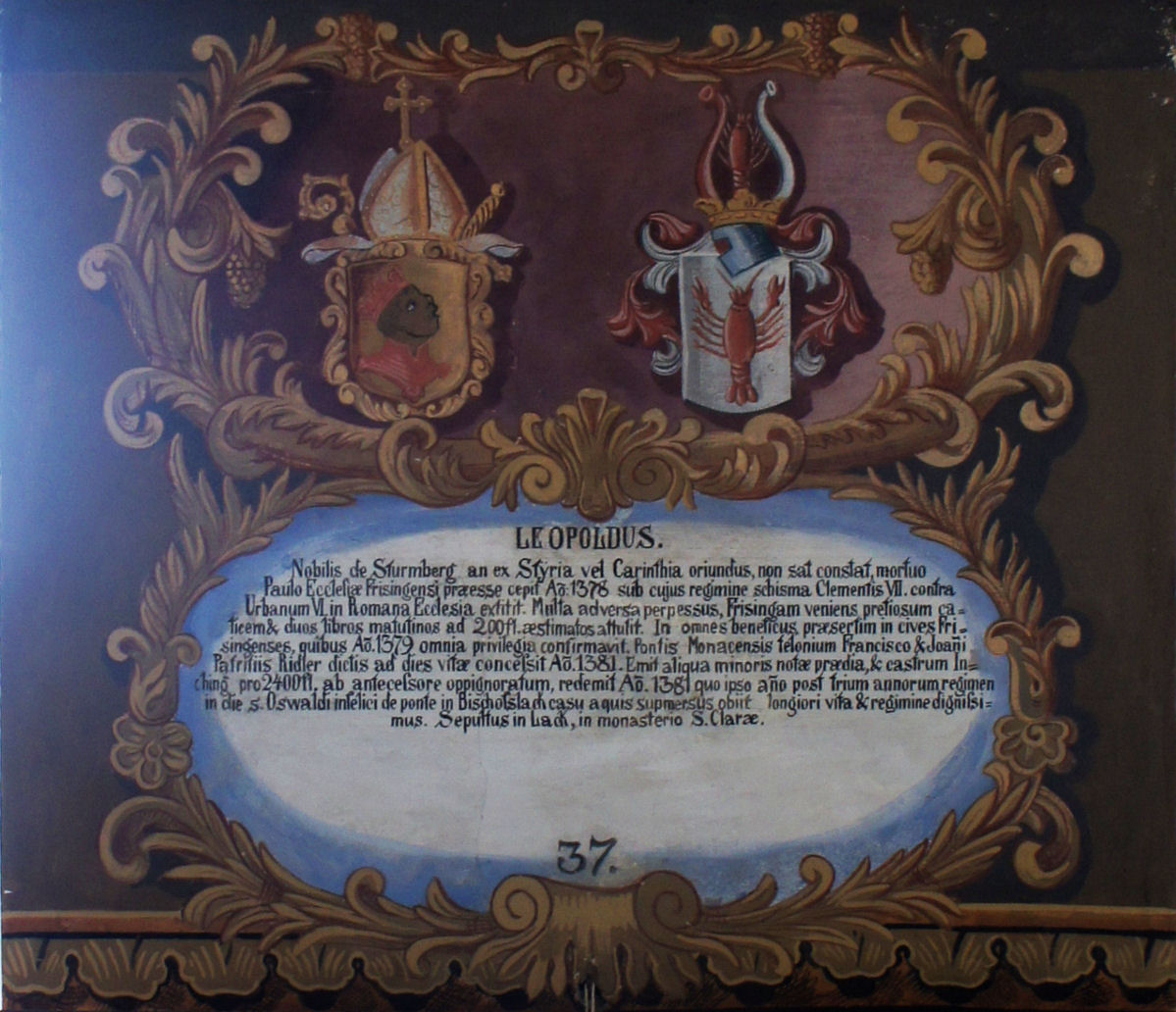
Wappentafel von Leopold von Sturmberg im Fürstengang Freising

Leopold von Sturmberg, auch Liutpold von Sturmberg († 5. August 1381) war von 1378 bis 1381 Fürstbischof von Freising.
Er stammte aus dem Rittergeschlecht der Sturmberger, das in der Steiermark auf Burg Sturmberg (heute Gemeinde Naas) seinen Sitz hatte.
Nach dem Tode Bischofs Paul von Jägerndorf nützte das Freisinger Domkapitel die Turbulenzen des Papstumzuges von Avignon nach Rom, um ihren Hirten wieder selbst zu wählen. Man entschied sich für den nichtehelichen Sohn des Bayernherzogs Stephan III., Johann von Moosburg. Papst Urban VI.  ernannte jedoch gleich nach seiner Papstwahl im April 1378 Luitpold von Sturmberg, der von den Habsburgern unterstützt wurde. Der Wittelsbacher konnte sich nicht gegen Sturmberg durchsetzen, so dass Johann verzichtete. Er wurde dafür 1384 zum Bischof von Regensburg ernannt.
Kurz nach der Ernennung Leopolds kam es zum großen abendländischen Schisma. Freising stand mit Bayern auf der römischen Seite, die Habsburger auf der französischen. So wurde es für Leopold schwer, sein Fürstbistum in Besitz zu nehmen. Erst im Juli 1379 zeichnete er das erste Mal als Bischof von Freising. Um seine Stellung zu festigen, verbriefte er der Stadt Freising alle ihre althergebrachten Rechte.
1380 wurde unter seiner Herrschaft die Heiliggeistspital-Stiftung eingerichtet, die heute noch besteht.
1381 reiste Leopold in die Krain, um die freisingischen Güter zu besuchen. Anfang August weilte er in Bischoflack, um die von ihm in Auftrag gegebene Brücke zu inspizieren. Dabei stürzte er am 5. August von der geländerlosen Brücke in die Zayer (heute: Sora) und ertrank. Sein Leichnam wurde nicht nach Freising überführt, sondern in der Klarissenkirche Maria Immaculata in Bischoflack beigesetzt.

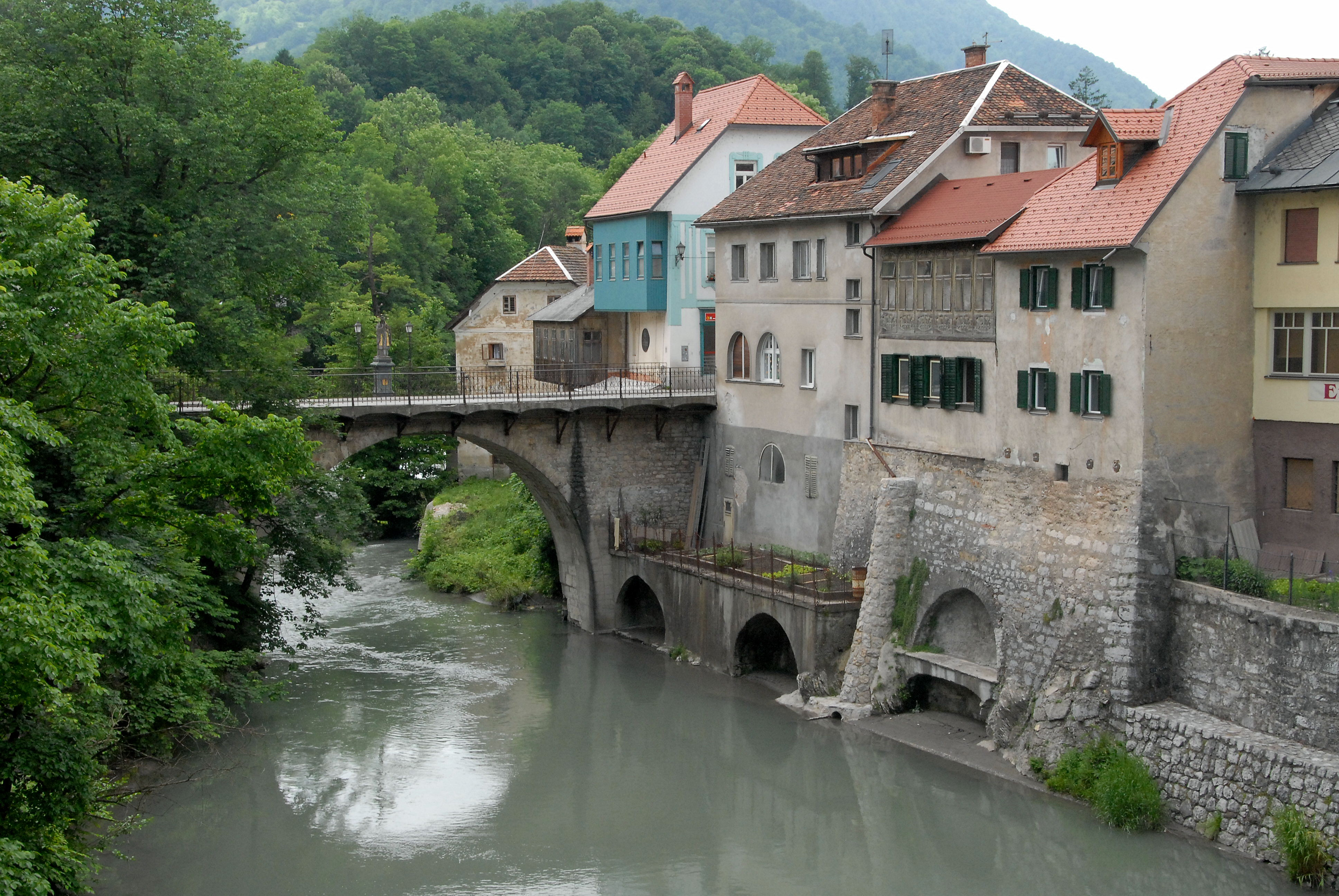
Brücke in Bischoflack, von der Leopold stürzte